# Atholus hucheti
Atholus hucheti är en skalbaggsart som beskrevs av Yves Gomy 2004. Atholus hucheti ingår i släktet Atholus och familjen stumpbaggar. Inga underarter finns listade i Catalogue of Life.